# Helmich van Tweenhuysen II
Helmich van Thweenhuysen II (Twenhuysen, Thwenhusen, Twechusen, Iwenhusen) (ur. 1598/1604 w Amsterdamie, zm. 7 marca 1673 w Gdańsku) – holenderski malarz, w latach 1640/1645–1673 czynny w Gdańsku; identyfikowany z Monogramistą HvT.

## Rodzina i życie
Prawdopodobne są dwie daty urodzin Thweenhuysena: 5 kwietnia 1598, w Ronde Lutherse Kerk w Amsterdamie zostało ochrzczone dziecko pod imieniem Helmich van Thweenhuysen. Jest możliwe, że dziecko umarło i w 1604 nastąpił chrzest kolejnego dziecka pod tym samym imieniem i tych samych rodziców. Helmich van Thweenhuysen II pochodził z luterańskiej rodziny zamieszkałej w Zwolle: jego ojcem był Helmich van Tweenhuysen I (zmarły w 1626), burmistrz miasta Zwolle a matką Maria van Ceulen. Jego wuj, Lambert Tweenhuysen (1567–1625), był prominentnym amsterdamskim merchantem, współzałożycielem kupieckiej Spółki Nowe Niderlandy (Nieuw-Nederland Compagnie) i Spółki Północnej (Noordsche Compagnie) oraz pionierem w handlu z rdzennymi mieszkańcami Ameryki Północnej, w holenderskiej kolonii Nowe Niderlandy. Helmich van Thweenhuysen II miał brata Arenta, który również był gdańskim malarzem i prawdopodobnie jego obywatelem.  

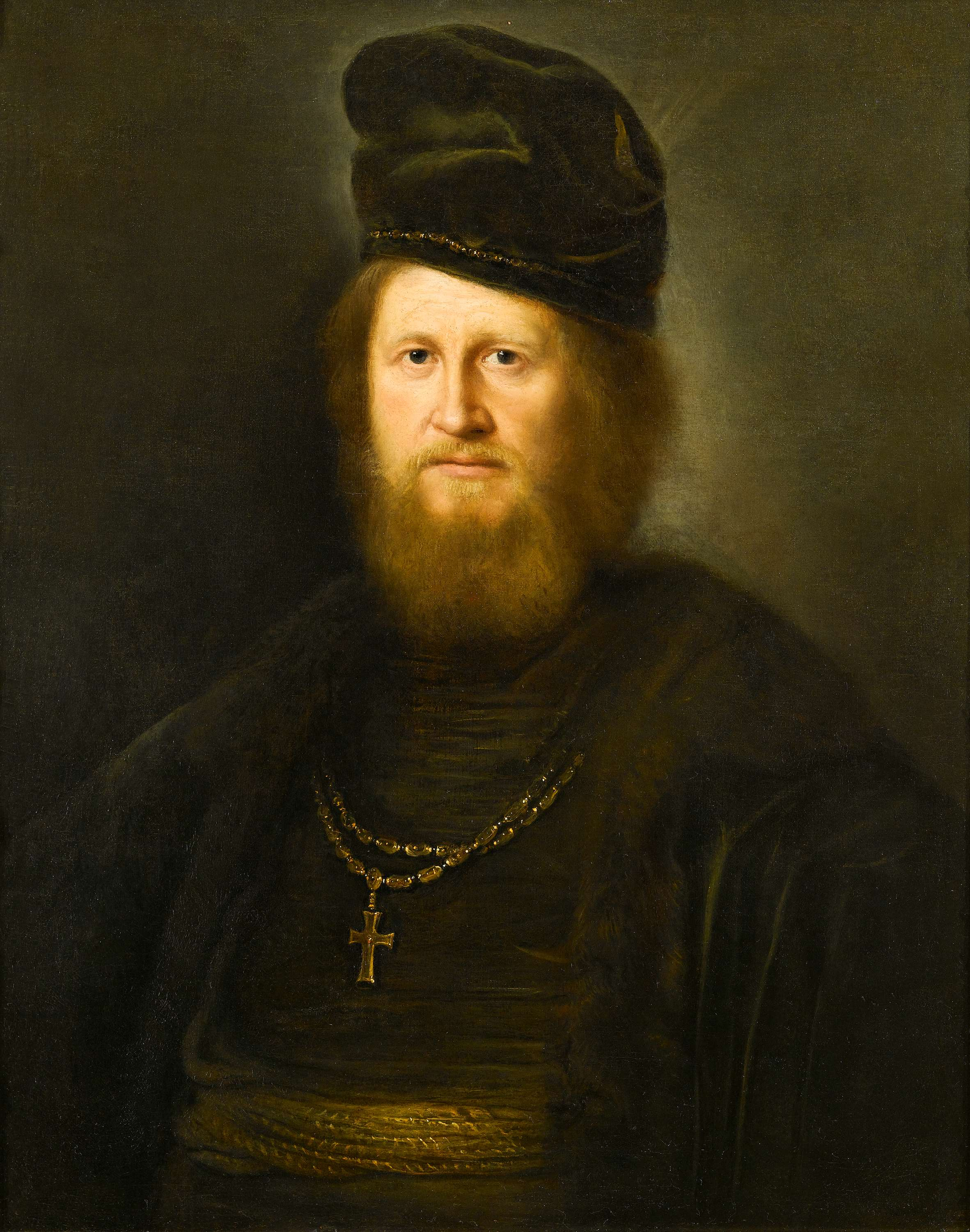
Portret brodatego kleryka
ok. 1650, Sphinx Fine Art w Londynie

W 1640, według Alfreda von Wurzbacha lub w 1645, Helmich van Thweenhuysen II przeniósł się do Gdańska, o czym poświadczają ryciny Jeremiasza Falcka z tego okresu, wykonane według obrazów Thwenhuysena: Portret Heweliusza z około 1640 oraz Autoportret Thwenhuysena opatrzony łacińskim epigramem Falcka dedykowanym malarzowi. Lech Borusewicz uważa wcześniejszą datę za bardziej prawdopodobną. Opiera się na zachowanych dokumentach źródłowych, w których wspomina się o kimś o tym samym nazwisku (lub nim samym) w odniesieniu do zakupu, od Christiana Tempskiego, 8 VIII 1625 roku, trzeciego domu na Polankach w Oliwie.
 Zmarł w 1673 roku i został pochowany w kościele św. Piotra i Pawła w Gdańsku.

## Twórczość
Prawdopodobnie był uczniem Rembrandta (wg Johann Bernoulli); prof. dr hab. Teresa Grzybkowska w portrecie Heweliusza zauważyła wpływy stylu Antoona van Dycka; według Lecha Borusewicza mógł być uczniem kogoś znającego warsztat Rembrandta. Specjalizował się w portretach. Obecnie znanych jest pięć obrazów Thweenhuysena, choć był malarzem płodnym. Słownik Thieme-Beckera wymienia prace Portret Heweliusza i Autoportret (na podstawie rycin Jeremiasza Falcka) oraz dwie inne prace; w zbiorach Davida d’Orville (zm. w Amsterdamie 1 września 1699 roku) znajdowało się 9 lub 10 obrazów Thweenhuysena, w tym Portret Żyda, dwa tronien (popiersia), Chłopczyk, dwa popiersia, Dwaj  mężczyźni, dwa portrety popiersiowe umieszczane na kominku.
Pięcioma znanymi dziś obrazami, którym autorstwo przypisuje się Thweenhuysenowi są:
- Chrystus przed Piłatem – 1647, 235 x 200 cm, Muzeum Narodowe w Gdańsku wcześniej w kościele Św. Piotra na Helu[7];
- Obrzezanie Chrystusa – z Muzeum Warmii i Mazur w Olsztynie (inw. nr MNO 151 OMO)
- Portret duchownego – ok. 1650, 78,3 x 64,7, Muzeum Narodowe we Wrocławiu, obraz sygnowany monogramem HvT;
- Człowiek w futrze ze złotym łańcuchem i czapce – 1635 - 1660, 104 x 84 cm, kolekcja prywatna[8];
- Portret brodatego kleryka – ok. 1650, 74 x 58,7 cm, Sphinx Fine Art, Londyn[5].